# 卤化物
卤化物指含有呈负价卤素的化合物，通常为二元化合物。卤离子则指相应-1价的卤素离子。根据具体卤素的不同，卤化物可分为：
- 氟化物 — F−
- 氯化物 — Cl−
- 溴化物 — Br−
- 碘化物 — I−
- 化物 — At−

拟卤素生成的-1价化合物称为拟卤化物，主要有叠氮化物N3−、氰化物CN−、硫氰酸盐SCN−和氰酸盐OCN−等。
互卤化物则指只由卤素构成的二元化合物，如ICl、ClF3、IF5等。
有机化学中，有时也用卤化物来指卤代烃，简写为R-X。根据具体卤素的不同亦可分类为氟代烃、氯代烃、溴代烃和碘代烃。二卤代烷常用于环的构建，参见卡宾。

## 鉴定
通常以硝酸银溶液鉴定卤离子（氟离子除外），其相应沉淀的颜色分别为：
- AgCl — 白色
- AgBr — 淡黄色
- AgI — 黄色

AgF可溶于水，因此一般不用此法。

## 例子
常见的卤化物有：
- 氯化钠 — NaCl
- 氯化钾 — KCl
- 碘化钾 — KI
- 三氯化磷 — PCl3
- 氯仿 — CHCl3